# 服部まゆみ
服部 まゆみ（はっとり まゆみ、1948年10月14日 - 2007年8月16日）は日本の小説家、推理作家、恋愛小説家、銅版画家。東京都出身。

## 経歴
現代思潮社美学校卒業後、銅版画家を目指し、加納光於に弟子入りする。
1987年、『時のアラベスク』が第7回横溝正史賞大賞を受賞し、作家デビュー。澁澤龍彦世界（ドラコニア）に影響を受け、作品中には澁澤龍彦をモデルとした登場人物もある。1998年、『この闇と光』が直木賞候補になる。
2007年、肺癌のため死去した。58歳没。

## 作品リスト

### 単行本
- 『時のアラベスク』角川書店、1987年5月12日。ISBN 4-04-872464-9。
  - 【文庫版】時のアラベスク（角川書店、1990年11月）ISBN 4-04-178501-4
- 罪深き緑の夏（角川書店、1988年12月）ISBN 4-04-872515-7
  - 【文庫版】罪深き緑の夏（角川書店、1991年3月）ISBN 4-04-178502-2
  - 【河出文庫版】罪深き緑の夏（河出書房新社、2018年8月）ISBN 978-4-309-41627-4
- 時のかたち（東京創元社、1992年1月）ISBN 4-488-02330-4 - 「「怪奇クラブの殺人」」、「葡萄酒の色」、「時のかたち」、「桜」、「へるめす」掲載のエッセイ、インタビュー
- 黒猫遁走曲（角川書店、1993年12月）ISBN 4-04-178503-0
- 一八八八 切り裂きジャック（東京創元社、1996年5月）ISBN 4-488-01219-1
  - 【文庫版】一八八八 切り裂きジャック（角川書店、2002年3月）ISBN 4-04-178505-7
  - 【文庫改版】一八八八 切り裂きジャック（角川書店、2015年9月）ISBN 978-4-04-103619-8
- ハムレット狂詩曲（光文社、1997年09月）ISBN 4-334-92288-0
  - 【文庫版】ハムレット狂詩曲（光文社、2000年11月）ISBN 4-334-73081-7
- この闇と光（角川書店、1998年11月）ISBN 4-04-873137-8
  - 【文庫版】この闇と光（角川書店、2001年8月）ISBN 4-04-178504-9
  - 【文庫改版】この闇と光（角川書店、2014年11月）ISBN 978-4-04-102381-5
- シメール（文藝春秋、2000年5月）ISBN 4-16-319180-1
  - 【文庫版】シメール（河出書房新社、2019年1月）ISBN 978-4-309-41659-5
- レオナルドのユダ（角川書店、2003年10月）ISBN 4-04-873488-1
  - 【文庫版】レオナルドのユダ（角川書店、2006年2月）ISBN 4-04-178506-5
- ラ・ロンド 恋愛小説（文藝春秋、2007年5月）ISBN 978-4-16-325950-5
- 最後の楽園 服部まゆみ全短編集（河出書房新社、2019年11月）ISBN 978-4-309-02844-6 - 「猫の手」、「恋する心」、「時のかたち」、「髭」、「Happy birthday to me」、「ソネット」、「葡萄酒の色」、「「怪奇クラブの殺人」」、「桜」、「骨」、「末摘花」、「雛」、「髑髏指南」、「松竹梅」、「最後の楽園」、「石段」、「無題」

### アンソロジー
- 鮎川哲也と十三の謎'90（東京創元社、1990年12月）ISBN 4-488-02325-8 - 「猫の手」
- 推理小説代表作選集 1991（講談社、1991年5月）ISBN 4-06-114533-9 - 「「怪奇クラブの殺人」」
- 鮎川哲也と十三の謎'91（東京創元社、1991年12月）ISBN 4-488-02329-0 - 「恋する心」
- 創元推理 1号(1992年秋号)（東京創元社、1992年10月）ISBN 4-488-02403-3 - 「Happy birthday to me」
- 創元推理 2号(1993年春号)（東京創元社、1993年5月）ISBN 4-488-02405-X - 「石段」
- 創元推理 3号(1993年秋号)（東京創元社、1993年10月）ISBN 4-488-02406-8 - 「末摘花」
- かなわぬ想い 惨劇で祝う五つの記念日（角川書店、1994年10月）ISBN 4-04-149413-3 - 「雛」
- 真犯人は安眠中（講談社、1994年10月）ISBN 4-06-185794-0 - 「「怪奇クラブの殺人」」
- 金田一耕助の新たな挑戦（角川書店、1996年2月）ISBN 4-04-785005-5 - 「髑髏指南」
  - （文庫版）金田一耕助の新たな挑戦（角川書店、1997年9月）ISBN 4-04-199703-8
- 創元推理 17号 ぼくらの愛した二十面相（東京創元社、1997年10月）ISBN 4-488-02422-X - 「髭」
- 創元推理 18号 丑三つ時から夜明けまで（東京創元社、1998年10月）ISBN 4-488-02424-6 - 「ソネット」
- 憑き者（アスペクト、2000年4月）ISBN 4-7572-0765-4 - 「最後の楽園」
- 緋迷宮（祥伝社、2001年12月）ISBN 4-396-33010-3 - 「葡萄酒の色」
- 金田一耕助に捧ぐ九つの狂想曲（角川書店、2002年5月）ISBN 4-04-873362-1 - 「松竹梅」
  - （文庫版）金田一耕助に捧ぐ九つの狂想曲（角川書店、2012年11月）ISBN 978-4-04-100572-9
- 恐怖 角川ホラー文庫ベストセレクション（角川書店、2021年9月）ISBN 978-4-04-111880-1 - 「雛」

### 解説
- 日影丈吉著 夕潮（東京創元社、1990年4月）ISBN 4-488-01235-3
- レイ・ブラッドベリ著 火星の笛吹き（筑摩書房、1991年9月）ISBN 4-480-02562-6 - 「ナイーヴな異星人たちへ」
- 皆川博子著 愛と髑髏と（集英社、1991年11月）ISBN 4-08-749761-5
  - 皆川博子の辺境薔薇館 Fragments of Hiroko Minagawa（河出書房新社、2018年5月）ISBN 978-4-309-02674-9 - 『愛と髑髏と』解説
- 赤川次郎著 本日は悲劇なり（角川書店、1995年6月）ISBN 4-04-187914-0 - 「〝軽み〟の構造」
  - （改版版）赤川次郎著 本日は悲劇なり（角川書店、2018年9月）ISBN 978-4-04-106592-1
- ボワロ&ナルスジャック著 犠牲者たち（東京創元社、1995年10月）ISBN 4-488-14106-4 - 「魔術師たち」、初版には解説は無し(4刷以降?)
- 若竹七海著 海神の晩餐（講談社、2000年1月）ISBN 4-06-264750-8 - 「時代という怪物」
  - （光文社版）若竹七海著 海神の晩餐（光文社、2007年2月）ISBN 978-4-334-74194-5
- アガサ・クリスティー著 愛の旋律（早川書房、2004年2月）ISBN 4-15-130075-9 - 「巨人の糧」

### その他
- 創元推理 7号(1994年冬号)（東京創元社、1994年12月）ISBN 4-488-02410-6 - 創元推理文庫わたしの十冊
- 王朝の香り 現代の源氏物語絵（京都書院、1997年6月）ISBN 978-4-7636-1513-8 - 源氏物語をめぐる54のエッセイ「源氏物語の怪異と哀しみ」
  - （宮帯出版社版）王朝の香り 現代の源氏物語絵（宮帯出版社、1997年6月）ISBN 978-4-86350-296-3
  - （青幻舎版）王朝の香り 現代の源氏物語絵とエッセイ（青幻舎、2002年11月）ISBN 978-4-916094-67-4
- ユリイカ 1998年8月臨時増刊号 怪談（青土社、1998年8月）ISBN 4-7917-0035-X - ホラー作家大アンケート あなたにとって「恐怖」とは？
- ほっとミステリーワールド 5 服部まゆみ集（リブリオ出版、2000年4月）ISBN 4-89784-791-5 - 大活字本、「葡萄酒の色」、「桜」
- そして、作家になった。 作家デビュー物語II（メディアパル、2003年9月）ISBN 4-89610-063-8 - わたしのデビュー作「本の世界へ」
- ユリイカ 2007年3月号（青土社、2007年2月）ISBN 978-4-7917-0159-9 - 特集*レオナルド・ダ・ヴィンチ「天上の顔、天上の心」
- ミューズよ、かの人を語れ 服部まゆみの記憶と作品（「服部正」氏の自主制作、2007年11月） - 未発表の掌編作品、年譜、幼少時からのスナップ写真とご主人「服部正」氏のコメント、友人、編集者の文章が収録された冊子
- L'oscurità e la luce（EDIZIONI CONTROLUCE、2009年3月、Daniela Guarino翻訳）ISBN 978-88-6280-010-5 - イタリア語版「この闇と光」
  - （新装版）L'oscurità e la luce（EDIZIONI CONTROLUCE、2013年8月）ISBN 978-88-6280-066-2

## 雑誌類
- FOCUS 1987年2月13日号（新潮社、1987年2月） - ミステリー作家はミステリアス－横溝正史賞を受賞した女流銅版画家
- Voice 1987年9月号（PHP研究所、1987年8月） - BOOK STREET ブックWHO'S WHO 服部まゆみ『時のアラベスク』
- 現代 1987年10月号（講談社、1987年9月） - 現代インサイド 服部まゆみ－版画と小説、どっちが重い？
- 週刊宝石 1987年10月2日号（光文社、1987年9月） - 芸術の秋 異才クローズアップ 世界に描く日本人画家たち
- Cinema square Magazine No.56「薔薇の名前」（シネマスクエアとうきゅう、1987年12月） - 映画「薔薇の名前」パンフレット、「99パーセント満足！」
- 季刊へるめす 第15号（岩波書店、1988年6月） - 表現の遊歩道「無駄事三昧」
- 婦人公論 1988年11月臨時増刊号 オール女性ミステリー傑作集（中央公論社、1988年10月） - 「葡萄酒の色」
- へるめす 第19号〜第24号（岩波書店、1989年5月 - 1990年3月） - ヘルメティック・レヴュー <服部まゆみの風俗万華鏡> 第1回「ご近所の欲望」第2回「夏至の熊猫」第3回「肉食獣の嘆き」第4回「虹の懸橋」第5回「リヴィング・ルームのリヴィング・デッド」第6回「ものの名前」
- 野性時代 1990年7月号（角川書店、1990年5月） - 「桜」、横溝正史賞十周年記念－ミステリー特集 Q.あなたのとっておきのミステリーを一冊、教えて下さい。
- 別冊婦人公論 1990年夏号（中央公論社、1990年6月） - 「「怪奇クラブの殺人」」
- 婦人公論 1990年12月臨時増刊号 オール女性ミステリー傑作集（中央公論社、1990年11月） - 「時のかたち」
- 野性時代 1992年7月号（角川書店、1992年5月） - 「骨」
- 婦人画報 1993年8月号（婦人画報社、1993年7月） - 源氏物語をめぐる54のエッセイ－第25回「源氏物語の怪異と哀しみ」
- 野性時代 1995年6月号（角川書店、1995年4月） - 「髑髏指南」
- 週刊宝石 1996年7月4日号（光文社、1996年6月） - 本のレストラン 厨房 －創作の空間－
- 新刊ニュース 1997年11月号 no.568（トーハン、1997年10月） - わたしのデビュー作 85「本の世界へ」
- 新刊ニュース 1998年1月号 no.570（トーハン、1997年12月） - 読書アンケート特集 '97印象に残った本
- 社団法人日本推理作家協会会報 1998年1月号（日本推理作家協会、1998年1月） - 私の尋ね物
- ダ・ヴィンチ 1998年10月号（メディアファクトリー、1998年9月） - ミステリー作家交遊録<最終回>「服部まゆみから北村薫へ」
- 別冊文藝春秋 1998年秋号 第225号（文藝春秋、1998年9月） - わが心の町「夢想の町」
- 新刊ニュース 1999年1月号 no.582（トーハン、1998年12月） - 読書アンケート特集 '98印象に残った本
- EQ 1999年7月号（光文社、1999年5月） - マイベスト7
- 新刊ニュース 2000年1月号 no.594（トーハン、1999年12月） - 読書アンケート特集 '99印象に残った本
- クロワッサン 2000年1月25日号（マガジンハウス、2000年1月） - 最近、面白い本読みましたか「この闇と光」服部まゆみさん
- オール讀物 2000年7月号（文藝春秋、2000年6月） - 偏愛読書館 ポーの遺児、異能の作家パトリック・マグラア
- オール讀物 2000年10月号（文藝春秋、2000年9月） - 特集エッセイ 官能の一瞬「「豊穣」と「頽廃」」
- 社団法人日本推理作家協会会報 2000年11月号（日本推理作家協会、2000年11月） - 「わが愛しの『ドラゴンクエスト』」
- 新刊ニュース 2001年1月号 no.606（トーハン、2000年12月） - 読書アンケート特集 2000年印象に残った本
- ミステリマガジン 2001年8月臨時増刊号 ノワールの時代（早川書房、2001年6月） - 『1974 ジョーカー』を読む「「異邦人」のノワール」
- ミステリマガジン 2002年1月号 No.551（早川書房、2001年11月） - 作家特集●アガサ・クリスティー／エッセイ「「ミステリの女王」のミステリではない傑作」
- 新刊ニュース 2002年1月号 No.618（トーハン、2001年12月） - 読書アンケート特集 2001年印象に残った本
- オール讀物 2002年5月号（文藝春秋、2002年4月） - 女流作家の〝究極〟の映画「夢の少女」
- 新刊ニュース 2003年1月号 No.630（トーハン、2002年12月） - 作家アンケート特集 2002年印象に残った本
- 東京新聞 2003年7月5日朝刊（中日新聞東京本社、2003年7月） - 芸術 ヴィスコンティ作品「熊座の淡き星影」考
- 新刊ニュース 2003年11月号 No.640（トーハン、2003年10月） - レオナルド・ダ・ヴィンチの肖像
- 新刊ニュース 2004年1月号 No.642（トーハン、2003年12月） - 作家アンケート特集 2003年印象に残った本
- オール讀物 2004年10月号（文藝春秋、2004年9月） - 「父のお気に入り」
- 新刊ニュース 2005年1月号 No.654（トーハン、2004年12月） - アンケート特集 作家が選んだこの3冊 －2004年印象に残った本－
- オール讀物 2005年9月号（文藝春秋、2005年8月） - 「猫の宇宙」
- 毎日新聞 2005年10月20日朝刊（毎日新聞社、2005年10月） - ダ・ヴィンチ新発見②「息遣い感じ取れる「手稿」」
- 新刊ニュース 2006年1月号 No.666（トーハン、2005年12月） - アンケート特集 作家が選んだこの3冊 －2005年印象に残った本－
- オール讀物 2006年1月号（文藝春秋、2005年12月） - 新春恒例大アンケート 作家・文化人102人が薦める「とっておきのお取寄せ250選」
- 新刊ニュース 2007年1月号 No.678（トーハン、2006年12月） - アンケート特集 作家が選んだこの3冊 －2006年印象に残った本－
- 小説すばる 2007年8月号（集英社、2007年7月） - 特別料理 〜思い出に残る、手造りの一品〜 menu 10
- オール讀物 2013年5月号（文藝春秋、2013年4月） - 手紙&エッセイ「作家から作家へ」服部まゆみから皆川博子

## 版画
- 銅版画「花の景色 作品35」（1984年、57cm x 36cm） - 第10回『日仏現代美術』展にてビブリオティック・デ・ザール (BIBLIOTHEQUE DES ARTS) 賞・3席受賞